# Leptotarsus (Tanypremna) porterianus
Leptotarsus (Tanypremna) porterianus is een tweevleugelige uit de familie langpootmuggen (Tipulidae). De soort komt voor in het Neotropisch gebied.